# Prosotas nora
Prosotas nora är en fjärilsart som beskrevs av Felder 1860. Prosotas nora ingår i släktet Prosotas och familjen juvelvingar. Inga underarter finns listade i Catalogue of Life.

## Bildgalleri

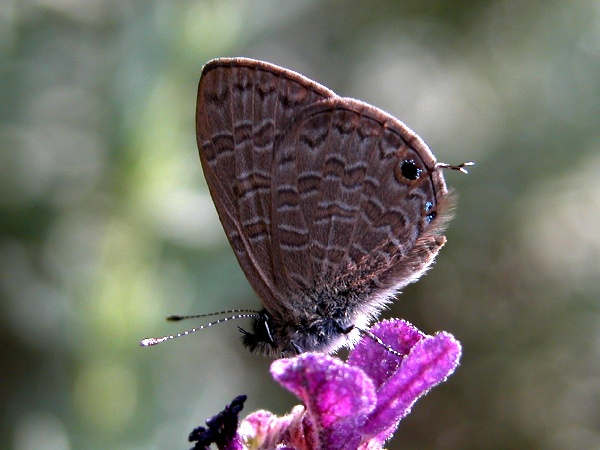
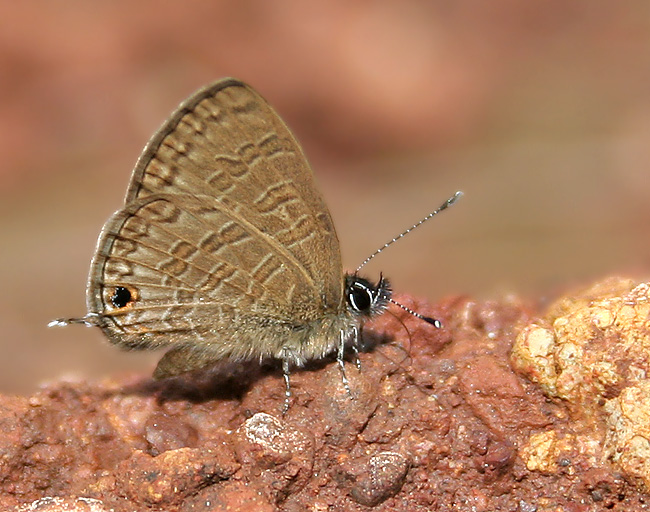
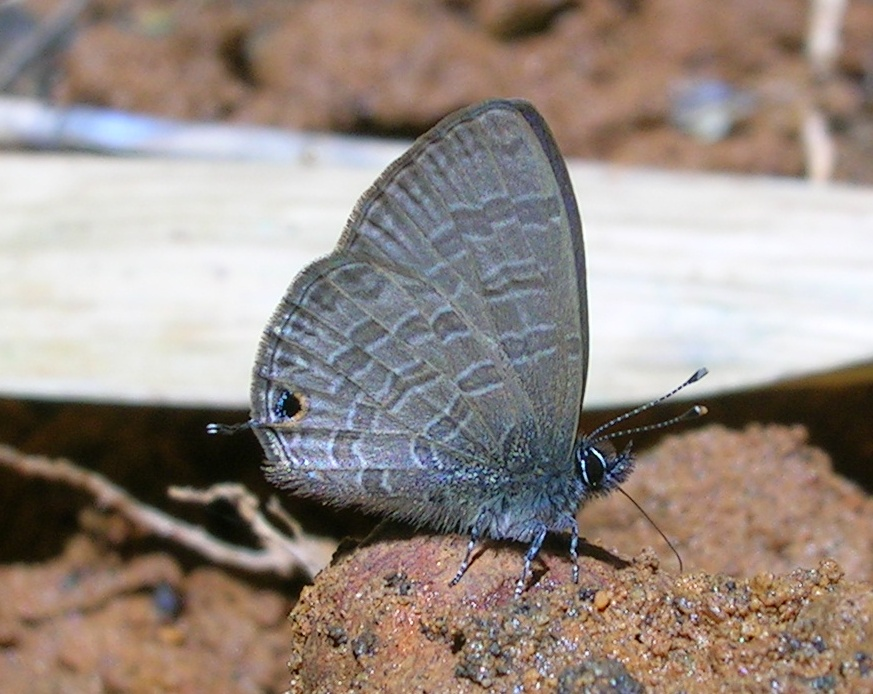
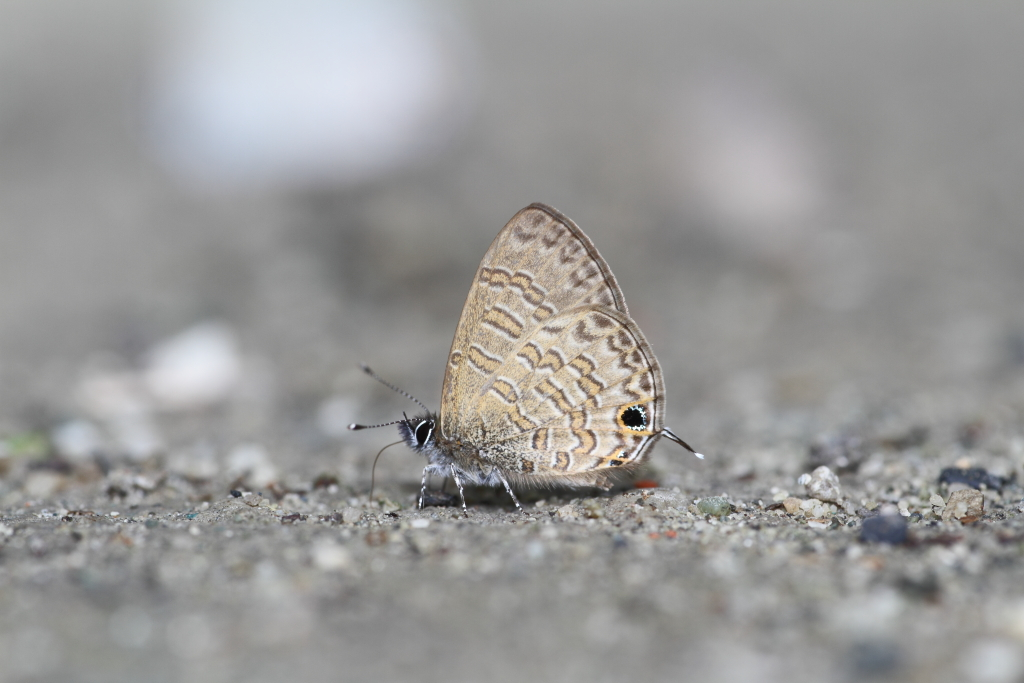